# Fort Rock Basin
Das Fort Rock Basin, auch Fort Rock – Christmas Lake Valley Basin, ist ein ehemaliges Seebecken im US-Bundesstaat Oregon, das vom späten Pliozän bis ins späte Pleistozän existierte.
Das Maarfeld des Fort Rock Basins umfasst mehr als 30 phreatomagmatische Landformen, die über eine Fläche von mehr als 4.000 Quadratkilometer verstreut sind.

## Ursprung des Vulkanismus
Das Fort Rock Basin ist Teil der vulkanischen Kaskadenkette (Cascade Range), die sich vom nördlichen Kalifornien bis südliche British Columbia erstreckt. Der Untergrund der Kaskadenkette besteht aus Fragmenten der Erdkruste, die seit dem Paläogen durch die Subduktion der Juan-de-Fuca-Platte an die Westküste von Nordamerika angefügt wurden (Akkretion). Seit etwa fünf Millionen Jahren ist die vom Aufschmelzen der subduzierten Erdkruste verursachte Vulkantätigkeit besonders rege. Aufgrund der vom Krustenmaterial beeinflussten Zusammensetzung des aufsteigenden Magmas (Andesit und Dazit) ist der Vulkanismus oft explosiv.

## Moffitt Butte
Moffitt Butte ist ein von der Erosion zerschnittener basaltischer Tuffring. Er besitzt einen Durchmesser von 1.400 m und ist 122 m hoch. Moffitt Butte ist nicht mit einem Seebecken verbunden, wie dies der Fall bei Fort Rock und Hole-in-the-Ground ist, sondern mit dem Aufstieg von Magma in eine grundwasserführende Schicht. Eine Reihe von Tuffringen zwischen Moffitt Butte und dem Fort Rock Basin ist auf einer Linie aufgereiht, die einer frühen Entwässerungslinie zwischen dem Fort Rock Basin und dem benachbarten La Pine Basin entsprechen könnte. Der Kraterboden des Moffitt Butte ist etwa 80 m über der angrenzenden Ebene. Ein kleiner vulkanischer Schlot von 520 m Durchmesser, umgeben von einem Tuffring, sitzt auf der südwestlichen Flanke des Moffitt Butte. Der Krater des kleinen Schlots ist mit erstarrter Lava gefüllt, die aus einem vulkanischen Dyke an seinem nordwestlichen Rand ausgetreten ist.

## Table Rock
Table Rock ist der erodierte Überrest eines Tuff-Vulkans, der heute die Gestalt eines symmetrischen Kegels besitzt, der einen Basisdurchmesser von 1.530 m und dessen Spitze in 360 m Höhe etwa 360 m durchmisst. Der Kegel besitzt einen Deckel aus flach liegendem Basalt, der einst den Krater füllte. Die Erosion hat den ursprünglichen Vulkankegel abgebaut, so dass der einstige Lavasee im Krater übrig blieb. Vulkanische Dykes erstrecken sich südlich und nördlich des einstigen Lavasees. An den unteren Flanken des Kegels bestehen die Tuffe im Wesentlichen aus palagonitischen Lapilli, nahe dem Gipfel werden diese Palagonittuffe von massiven Aschelagen mit vulkanischen Bomben überlagert, die von der heftigen ejektiven Vulkantätigkeit zeugen, die vor der Füllung des Kraters mit Lava stattfand.

## Wichtige Vulkane des Fort Rock Basins
| Name                 | Höhe      | Koordinaten           | Typ                            | Letzte Eruption                  | Bild |
| -------------------- | --------- | --------------------- | ------------------------------ | -------------------------------- | ---- |
| Big Hole             | 1.447,8 m | 43° 26′ N, 121° 19′ W | Maar                           | wahrscheinlich vor 20.000 Jahren |      |
| Black Hills          | 1558 m    | 43° 10′ N, 120° 41′ W | Tuffring / Lavasee             |                                  |      |
| Boat-Wright Ranch    |           | 43° 18′ N, 121° 11′ W | Tuffring                       |                                  |      |
| Flat Top             |           |                       | Tuffring / Lavasee             |                                  |      |
| Flatiron             | 1.354 m   | 43° 21′ N, 120° 52′ W | Tuffring / Lavasee             |                                  |      |
| Fort Rock            | 1.431 m   | 43° 22′ N, 121° 4′ W  | Tuffring                       | vor 50.000 bis 100.000 Jahren    |      |
| Hole-in-the-Ground   |           | 43° 25′ N, 121° 12′ W | Maar                           | vor 50.000 bis 100.000 Jahren    |      |
| Horning Bend         |           | 43° 18′ N, 121° 2′ W  | Tuffring                       |                                  |      |
| Moffitt Butte        |           | 43° 31′ N, 121° 26′ W | Tuffring / Lavasee             | vor 50.000 bis 100.000 Jahren    |      |
| Reed Rock            |           | 43° 21′ N, 120° 44′ W | Tuffring / Lavasee             |                                  |      |
| Ridge 28             |           | 43° 28′ N, 121° 26′ W | Tuffring                       |                                  |      |
| St. Patrick Mountain | 1.764 m   | 43° 7′ N, 120° 35′ W  | Tuffring / Lavasee             |                                  |      |
| Sand Rock            | 1.405 m   | 43° 22′ N, 120° 19′ W | Tuffring                       | vor 50.000 bis 100.000 Jahren    |      |
| Seven-Mile Ridge     | 1.324 m   | 43° 13′ N, 120° 43′ W | Tuffring                       |                                  |      |
| South Green Mountain |           | 43° 21′ N, 120° 42′ W | Tuffring                       |                                  |      |
| Table Mountain       | 1.387 m   | 43° 24′ N, 120° 51′ W | Tuffring / Lavasee             |                                  |      |
| Table Rock           |           | 43° 10′ N, 120° 53′ W | Tuffring / Tuffkegel / Lavasee | vor 50.000 bis 100.000 Jahren    |      |
| Wastina              |           | 43° 18′ N, 121° 11′ W | Tuffring                       |                                  |      |
| Wildcat Butte        |           | 43° 18′ N, 120° 20′ W | Tuffring                       |                                  |      |